# Canton de Tulle-Urbain-Sud
Pour les articles homonymes, voir Canton de Tulle (homonymie).
Le canton de Tulle-Urbain-Sud est une ancienne division administrative française située dans le département de la Corrèze, en région Limousin.

## Histoire
Le canton de Tulle-Urbain-Sud est créé en 1982, lors de la partition en deux du canton de Tulle-Sud.

### Redécoupage cantonal de 2014-2015
Par décret du 24 février 2014, le nombre de cantons du département passe de 37 à 19, avec mise en application aux élections départementales de mars 2015. Le canton de Tulle-Urbain-Sud est supprimé à cette occasion. Son territoire est alors intégré au canton de Tulle.

## Géographie
Ce canton était une partie de la commune de Tulle dans l'arrondissement de Tulle. Son altitude variait de 185 m à 460 m pour une altitude moyenne de 212 m.

## Administration
| Période | Période | Identité         | Étiquette | Qualité                                                                                       |
| ------- | ------- | ---------------- | --------- | --------------------------------------------------------------------------------------------- |
| 1982    | 1998    | Bernard Jaubert  | PCF       | Adjoint au maire de Tulle                                                                     |
| 1998    | 2008    | Jean Combasteil  | PCF       | Inspecteur de l'information et de l'orientation Député (1981-1986) Maire de Tulle (1977-1995) |
| 2008    | 2015    | Dominique Grador | PCF       | Première adjointe au maire de Tulle                                                           |

## Composition
Le canton de Tulle-Urbain-Sud se composait uniquement d'une partie de la commune de Tulle et comptait 6 213 habitants au 1er janvier 2012.
| Nom               | Code Insee | Intercommunalité | Population (dernière pop. légale)              |
| ----------------- | ---------- | ---------------- | ---------------------------------------------- |
| Tulle (chef-lieu) | 19272      | CA Tulle Agglo   | Fraction : 6 213(2012) Commune : 14 325 (2014) |

## Démographie
| 1982 | 1990  | 1999  | 2006  | 2011  | 2012  |
| ---- | ----- | ----- | ----- | ----- | ----- |
| -    | 7 136 | 6 397 | 7 031 | 6 365 | 6 213 |